# Nel nome di Cristo
Nel nome di Cristo (Au nom du Christ) è un film del 1993 scritto e diretto da Roger Gnoan M'Bala.

## Trama
Porcaro, castratore, saldatore...  Gnamien Ato è il tuttofare del villaggio, considerato con disprezzo da tutti. Un giorno, nella foresta, in preda ai fumi dell'alcool, sta per annegare nel fiume. Riuscendo a ritornare a riva,  ha la visione di un bambino che gli indica una missione da compiere. Con voce celeste, gli mostra il suo destino messianico sulla Terra. Prendendo molto sul serio la faccenda, Gnamien Ato inizia a predicare e alcuni suoi "miracoli" lo portano a essere considerato un sant'uomo dalla popolazione. L'ex guardiano di porci acquista una grande fama e il suo nome corre ai quattro angoli del paese, tanto da portargli nuovi fedeli che accorrono per vederlo: paralitici, donne sterili, ciechi, poveracci. Ma anche politici, carrieristi, commercianti e bancarottieri. Magloire I, il "cugino di Dio", come ormai viene chiamato da tutti, un po' pazzo, un po' ciarlatano, regna sovrano fino al momento in cui spinge la sua follia all'estremo, facendosi crocifiggere come Cristo.

## Produzione
Il film fu prodotto dall'Amka Films Productions (Svizzera) e dalla Abyssa Films (Costa d'Avorio).

## Distribuzione
In Francia, il film fu distribuito dall'Orisha Distribution che lo fece uscire in sala il 14 dicembre 1994. In precedenza, il film aveva partecipato - nell'ottobre 1993 - al Chicago International Film Festival dove il regista venne candidato al Gold Hugo per il miglior film. Lo stesso anno, il film fu candidato al Pardo d'oro al Festival di Locarno, vincendo quindi il Gran Premio Etalon de Yennega al Festival Panafricain du Cinéma de Ouagadougou.